# José Comas y Masferrer
José Comas y Masferrer (1842-1908) fue un político español, diputado y senador en las Cortes de la Restauración.

## Biografía
Nació el 4 de julio de 1842, hijo de José Comas y Antonia Masferrer.Jefe del partido liberal en la provincia de Barcelona, fue amigo incondicional de Práxedes Mateo Sagasta y Segismundo Moret. Ejerció diversos cargos públicos, formó parte del Ayuntamiento de Barcelona y de la Diputación provincial, además de ocupar los cargos de diputado y senador en las Cortes de la Restauración. Falleció en Barcelona a comienzos de junio de 1908.